# Амадей V
Амадей V Великий (итал. Amedeo V di Savoia; 4 сентября 1249 — 16 октября 1323, Авиньон) — граф Савойи с 1285 года.

## Биография
Амадей был младшим сыном Томаса II, графа Пьемонта, и Беатриче Фиески. Он был ещё ребенком, когда умер его отец. Амадея воспитывала сначала мать, потом дядя Филипп — архиепископ Лиона, позднее ставший графом Савойи.
В 1285 году, в возрасте 36 лет, Амадей V наследовал своему бездетному дяде. Став графом Савойи, уступил Пьемонт с городами Турин и Пиньероль своему племяннику Филиппу (сыну старшего брата) в качестве платы за отказ от претензий на наследство.
Благодаря браку с Сибиллой де Боже стал синьором Бресса и Боже.
В 1295 году Амадей V покупает замок Шамбери, который после ремонта и реконструкции становится главной графской резиденцией.
В результате военных действий Амедей V вынудил дофина Вьеннского Умберта I и графа Женевы признать сюзеренитет Савойи.
Сблизившись с французским королём, получил в подарок виконтство Молеврие в Нормандии (за участие во Фландрском походе 1304). Затем (в 1311 году) перешел на сторону императора Генриха VII, за что получил графство Асти и титул имперского викария Ломбардии.
В 1315 году предпринял экспедицию на остров Родос для помощи ордену иоаннитов в борьбе с Османской империей.

## Семья и потомство
5 июля 1272 года Амадей V женился на Сибилле (или Симоне) де Боже (Боже-ле-Шатель) (1255—1294), дочери и наследнице Ги, сеньора Боже и Бресса. В этом браке родились:
- Бонна Савойская (ок. 1275 — 1294/1300), жена (1280) Жана I де Вьеннуа, затем (1282) — Гуго Бургундского, сеньора де Монбозон
- Элеонора Савойская (ок. 1279 — 1324), мужья — Гильом I де Шалон, граф Осера (1292), Дрё IV де Мелло (1305), Жан I граф Форе (1311);
- Жан († 1284);
- Беатриса (1272 — 1291/94), была замужем за Джакомо ди Кандия, сеньором де Бресс;
- Эдуард (1284—1329), граф Савойи и Аосты, наследовал отцу
- Маргарита Савойская (1280—1339), с 1296 замужем за маркизом Монферрата Жаном I;
- Агнесса (1286—1322), с 1297 жена Вильгельма III Женевского;
- Аймон Миролюбивый (1291—1343), граф Савойи, наследовал старшему брату.

В 1297 Амадей V женился на Марии Брабантской (1280—1340), дочери брабантского герцога Жана I и Маргариты Фландрской. Известно четверо их детей:
- Мария Савойская (ум. до 1334), замужем (1309) за Гуго де Ла Тур дю Пен, бароном де Фосиньи, сыном Умберта I Вьеннского;
- Екатерина Савойская (1300/03 — 1336), замужем (1315) за австрийским герцогом Леопольдом I, третьим сыном императора Альбрехта I и Елизаветы Каринтийской;
- Анна (Жанна) Савойская (после 1307 — 1365), с 1326 жена Андроника III, императора Византии в 1328—1341;
- Беатриса Савойская (1310—1331), жена (1328) герцога Каринтии и графа Тироля Генриха Горицийского.

## Другие статьи
- Савойская династия
- Список графов и герцогов Савойи